# Benjamin F. Jonas
Benjamin F. Jonas (Williamsport, 1834. július 19. – New Orleans, 1911. december 21.) az Amerikai Egyesült Államok szenátora (Louisiana, 1879–1885).